# Chloraea calantha
Chloraea calantha är en orkidéart som beskrevs av Friedrich Fritz Wilhelm Ludwig Kraenzlin. Chloraea calantha ingår i släktet Chloraea och familjen orkidéer. Inga underarter finns listade i Catalogue of Life.